# بيتر أسبيورنسن

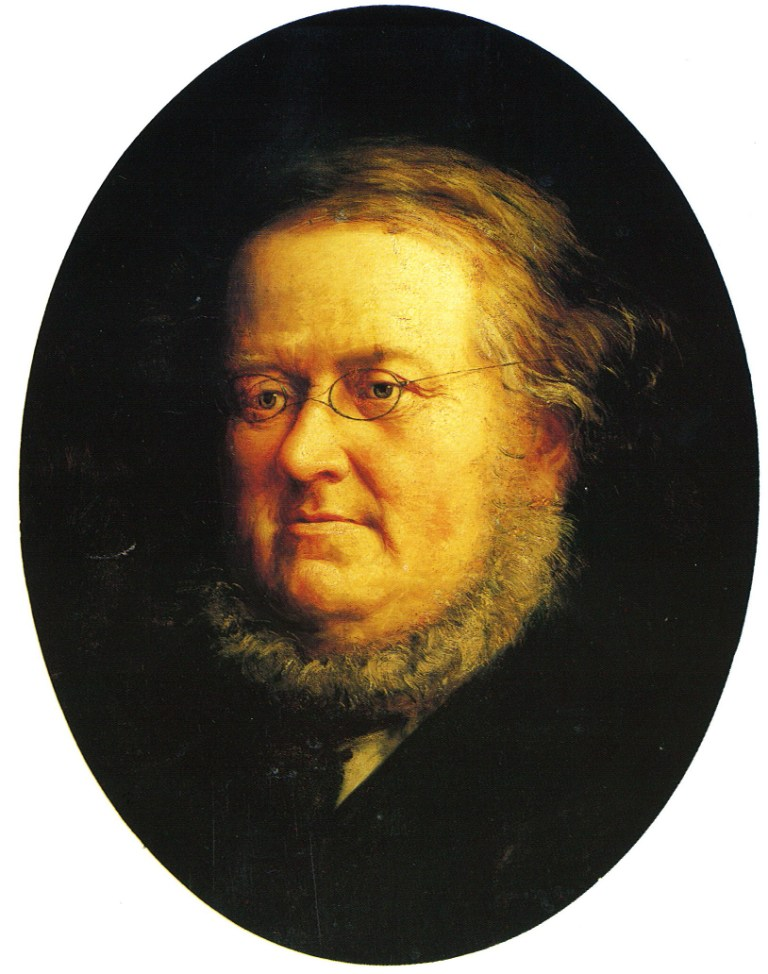
صورة لأسبيورنسن للرسام كنود بيرغسلين (1870)

بيتر كريستين أسبيورنسن (بالنرويجية: Peter Christen Asbjørnsen) (15 يناير 1812 – 6 يناير 1885) هو كاتب فلكلور وباحث من النرويج، اشتهر بكتابة الأساطير الشعبية النرويجية (Norske Folkeeventyr) بالتعاون مع يورغن مو.

## سيرته
وُلد أسبيورنسن في كريستيانيا (الاسم القديم لأوسلو)، والتحق بجامعة أوسلو عام 1833 لدراسة علم الحيوان. وبدأ في جمع وكتابة القصص الخيالية والأساطير في عمر العشرين، أي منذ عام 1832. وقيل أنه مشى بطول النرويج وعرضها سيراً على الأقدام، ليضيف إلى قصصه.
ومنذ عام 2008 ظهرت صورة أسبيورنسن على ظهر الورقة النقدية لخمسين كرونة نرويجية.

## روابط خارجية
- بيتر أسبيورنسن على موقع الموسوعة البريطانية (الإنجليزية)
- بيتر أسبيورنسن على موقع ديسكوغز (الإنجليزية)